# Tworóg Mały
Tworóg Mały (deutsch Quarghammer) ist eine Ortschaft in Oberschlesien. Sie liegt in der Gemeinde Kieferstädtel im Powiat Gliwicki (Landkreis Gleiwitz) in der Woiwodschaft Schlesien.

## Geografie
Tworóg Mały liegt rund sieben Kilometer südwestlich vom Gemeindesitz Kieferstädtel, 16 Kilometer westlich von der Kreisstadt Gliwice (Gleiwitz) und 40 Kilometer westlich von der Woiwodschaftshauptstadt Katowice (Kattowitz).
Durch den Ort fließt die Birawka.

## Geschichte
Der Ort entstand als industrielle Kolonie. 1779 besaß die Gräfin Hoym einen Zainhammer in Quarghammer.
Der Ort wurde 1784 im Buch Beytrage zur Beschreibung von Schlesien als Quarghammer im Zusammenhang mit Althammer erwähnt.
Quarghammer gehörte als Weiler zunächst zu Althammer. Quarghammer verblieb nach der Teilung Oberschlesiens beim Deutschen Reich. Zum 1. Januar 1924 wurde aus Teilen der Landgemeinde Althammer die Landgemeinde Quarghammer gebildet. Bis 1945 befand sich der Ort im Landkreis Tost-Gleiwitz.
1945 kam der bis dahin deutsche Ort unter polnische Verwaltung und wurde anschließend der Woiwodschaft Schlesien angeschlossen und ins polnische Tworóg Mały umbenannt. 1950 kam der Ort zur Woiwodschaft Kattowitz. 1999 kam der Ort zum wiedergegründeten Powiat Gliwicki und zur neuen Woiwodschaft Schlesien.

## Sehenswürdigkeiten
- Maria-Magdalenen-Kapelle, eine Wegkapelle aus dem Jahr 1784 westlich des Ortes im Wald gelegen. Überdacht mit einem Holzdach.
- Hölzerne Nepomukkapelle